# AlMasria Universal Airlines
 (septembre 2020).
AlMasria Universal Airlines (en arabe : المصرية العالمية للطيران) également connue sous le nom d'AlMasria Airlines) est une compagnie aérienne privée basée en Égypte. « AlMasria » est dérivé du mot arabe pour « égyptien ».
La compagnie aérienne assure des vols réguliers et charters depuis l'Égypte.

## Opérations
AlMasria Universal Airlines lance ses opérations en juin 2009 après deux années de préparation. Lors d'une interview en avril 2009, le président-directeur général nommé de la société, Hassan Aziz, déclare que la compagnie aérienne lancerait ses opérations en 2009 pour profiter des bas prix pendant la crise financière mondiale pour exploiter la demande de voyages aériens dans le pays arabe le plus peuplé.
La société propose des services de fret en même temps que sa flotte de passagers.
La maintenance est entièrement réalisée par EgyptAir, la compagnie aérienne formant également l'équipage et l'équipe technique d'AlMasria. L'assistance en escale est assurée par EgyptAir, les services passagers étant assurés par Egypt Aviation Services et la restauration par une coopération entre EgyptAir et LSG Sky Chefs de Lufthansa.

## Destinations
Le réseau de routes d'AlMasria Universal Airlines est composé des destinations suivantes :
| Ville              | Pays            | Aéroport                                          | Remarques |
| ------------------ | --------------- | ------------------------------------------------- | --------- |
| Région d'Al-Qassim | Arabie saoudite | Aéroport international Prince Nayef bin Abdulaziz |           |
| Alexandrie         | Égypte          | Aéroport de Borg El Arab                          |           |
| Le Caire           | Égypte          | Aéroport international du Caire                   | Hub       |
| Hurghada           | Égypte          | Aéroport international de Hurghada                |           |
| Djeddah            | Arabie saoudite | Aéroport international Roi-Abdelaziz              |           |
| Milan              | Italie          | Aéroport international d'Orio al Serio            |           |
| Charm el-Cheikh    | Égypte          | Aéroport international de Charm el-Cheikh         |           |
| Taëf               | Arabie saoudite | Aéroport régional de Ta'if                        |           |
| Tabuk              | Arabie saoudite | Aéroport régional de Tabuk                        |           |
| Yanbu              | Arabie saoudite | Aéroport de Yanbu                                 |           |
| Djibouti           | Djibouti        | Aéroport international Ambouli                    |           |

En décembre 2009, la compagnie aérienne devient la première compagnie aérienne internationale à desservir l' aéroport de Yanbu en Arabie saoudite depuis Le Caire. En juin 2010, la compagnie aérienne a fait de même vers l'aéroport régional de Qassim,les aéroports de Yanbu et de Qassim étant auparavant des aéroports nationaux.
En 2017, la compagnie aérienne réduit ses vols régulières et reprend les services d'affrètement et les opérations ACMI.

## Flotte

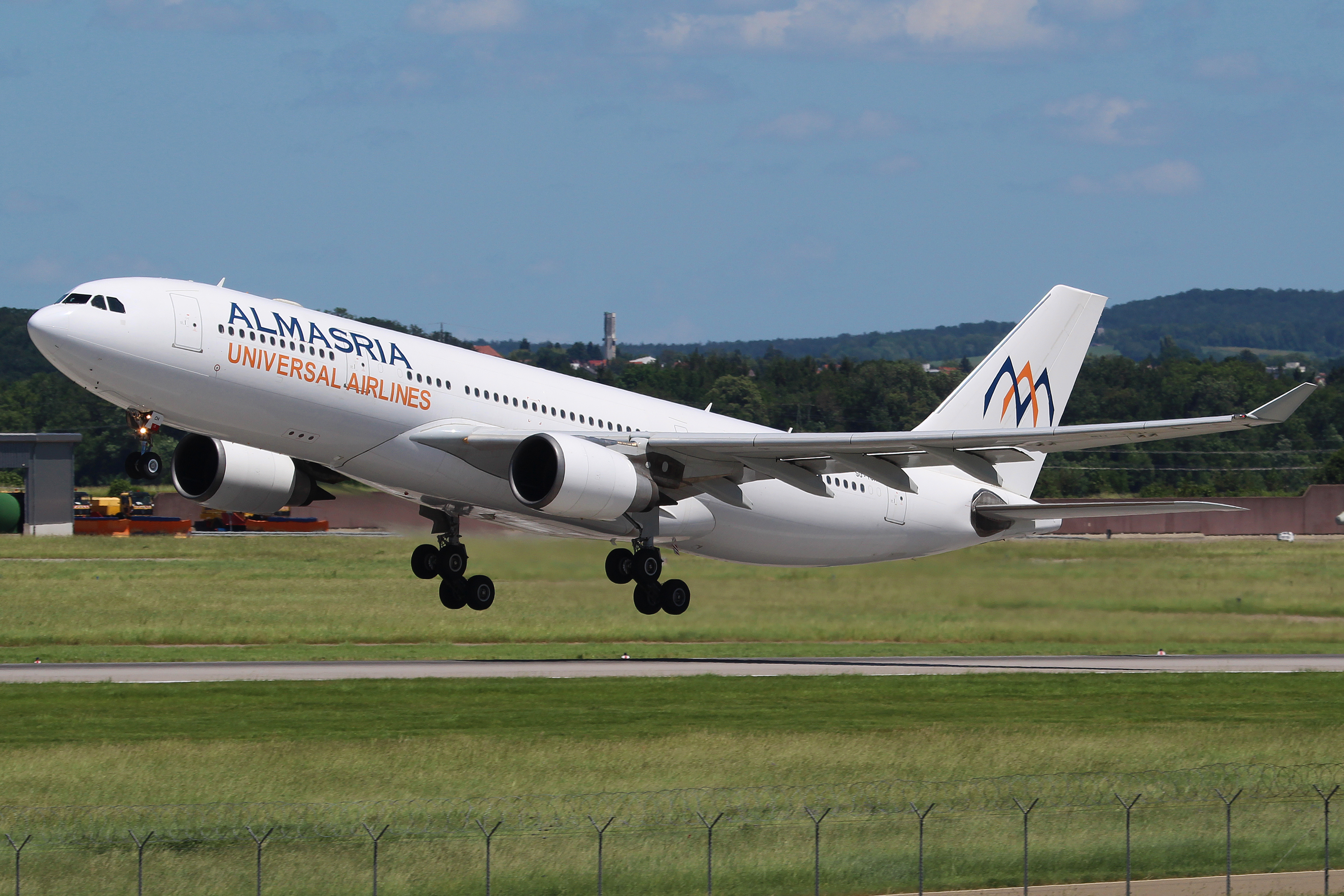
Seul Airbus A330-200 d'AlMasria Universal Airlines.

En février 2020, la flotte AlMasria Universal Airlines comporte les appareils suivants :
La compagnie se dote de l'Airbus A320 et est le point central de sa flotte. Le premier avion est arrivé en Égypte en avril 2009 et le second en août 2009. Les deux appareils sont loués à BOC Aviation.
Les avions comportent deux cabines avec des avions configurés avec 164 sièges.